# 부전나비아과
부전나비아과(Polyommatinae)는 부전나비과의 하위 분류 단위 중 하나이다. 대한민국의 부전나비 대부분이 이 아과에 포함된다.

## 개요
세계에 광역 분포하며, 1,000종 이상이 알려졌다. 한반도에서는 Niphanda 등 18속 34종이 알려졌으며, 이 중 큰홍띠점박이푸른부전나비는 멸종위기야생생물 II급 및 국외반출승인대상생물종이며, 극남부전나비, 회령푸른부전나비, 큰점박이푸른부전나비, 고운점박이푸른부전나비, 북방점박이푸른부전나비, 산꼬마부전나비, 산부전나비는 국외반출승인대상생물종, 물결부전나비, 소철꼬리부전나비는 국가기후변화생물지표종이다.
수컷 날개 바탕색은 대부분 짙은 남색을 띠며, 날개 아랫면에는 검은 점이 발달한다. 그리고 더듬이의 곤봉부(antenna club)가 다소 편평해 부전나비과의 다른 아과들과 구별된다. 대부분 알로 겨울을 난다. 애벌레의 먹이식물은 콩과, 괭이밥과, 돌나물과, 쇠비름과, 장미과, 고추나무과, 소철과, 국화과, 진달래과 식물로 다양하며, 콩과 식물을 먹이로 이용하는 종이 많다. 어른벌레 암수 모두 다양한 꽃 꿀을 빨며, 산지성이 많다.

## 참고 문헌
- 백문기, 신유항 (2014. 6. 9.). 《한반도 나비 도감》. 자연과생태. ISBN 9788997429400.